# Kleisoúra (ort i Grekland, Epirus, Nomós Prevézis, lat 39,28, long 20,60)
Kleisoúra är en ort i Grekland.   Den ligger i prefekturen Nomós Prevézis och regionen Epirus, i den västra delen av landet, 300 km nordväst om huvudstaden Aten. Kleisoúra ligger 236 meter över havet och antalet invånare är 167.
Terrängen runt Kleisoúra är varierad.Runt Kleisoúra är det ganska glesbefolkat, med 34 invånare per kvadratkilometer. Närmaste större samhälle är Kanaláki, 5,5 km söder om Kleisoúra. == Kommentarer ==
1. ↑  Framräknat ur variansen i alla höjduppgifter (DEM 3") från Viewfinder Panoramas, inom 10 km radie.[2] Mer om algoritmen finns här: Användare:Lsjbot/Algoritmer.